# Spaniel da Picardia
A spaniel da Picardia[Nota] (em francês:  Epagneul Picard) é uma raça considerada subestimada. Raros fora do nordeste da França e da Bélgica, é classificado como um cão elegante, de aparência refinada e personalidade generosa, fácil de ser adestrado e de se alegrar ao agradar à família. Visto como um excelente setter e retriever, é bom animal para trabalhar em planícies e pântanos, bem sucedido também como companheiro.